# Järva-Jaani kommun
Järva-Jaani kommun (estniska: Järva-Jaani vald) var en kommun i landskapet Järvamaa i norra Estland. Kommunen var belägen cirka 80 kilometer sydöst om huvudstaden Tallinn. Köpingen Järva-Jaani utgjorde kommunens centralort.
Kommunen uppgick den 21 oktober 2017 i Järva kommun.

### Karta

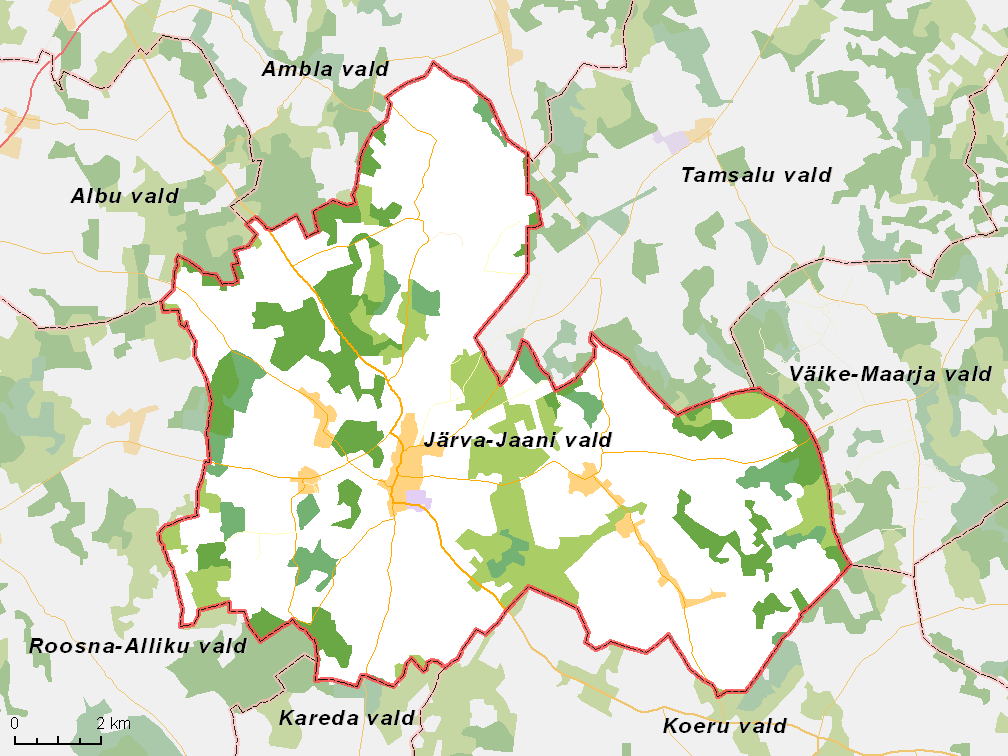
Översiktlig karta över den tidigare kommunen.

## Geografi
Terrängen i dåvarande Järva-Jaani kommun är platt.

## Orter
I Järva-Jaani kommun fanns en köping och nio byar.

### Köping
- Järva-Jaani (centralort)

### Byar
- Jalalõpe
- Jalgsema
- Kagavere
- Karinu
- Kuksema
- Metsla
- Metstaguse
- Ramma
- Seliküla